# حسنعلی هیراد
حسنعلی هیراد سیاست‌مدار ایرانی بود، که در  دوره بیستم و  دوره بیست و یکم ،  بعنوان نماینده نوشهر در مجلس شورای ملی حضور داشت.